# Arrondissement de Fougères-Vitré

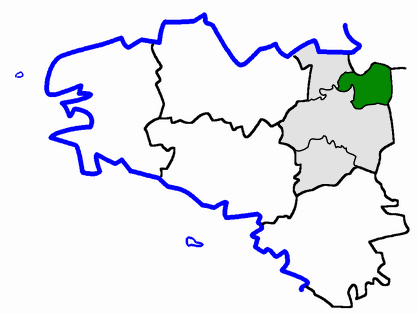
Situation de l'ancien arrondissement de Fougères.

Anciens cantons de l'arrondissement de Fougères (tons brun-jaune, à l'est de la carte.

L'arrondissement de Fougères-Vitré est une division administrative française, située dans le département d'Ille-et-Vilaine et la région Bretagne.

## Composition
Depuis 2015, le nombre de communes des arrondissements varie chaque année soit du fait du redécoupage cantonal de 2014 qui a conduit à l'ajustement de périmètres de certains arrondissements, soit à la suite de la création de communes nouvelles. Le nombre de communes de l'arrondissement de Fougères-Vitré est ainsi de 116 en 2015 à 114 en 2017 et 106 en 2019.

### Composition jusqu'en 2016
Liste des cantons de l’arrondissement de Fougères-Vitré (découpage d'avant 2015) :
- canton d'Antrain ;
- canton d'Argentré-du-Plessis ;
- canton de Châteaubourg ;
- canton de Fougères-Nord ;
- canton de Fougères-Sud ;
- canton de la Guerche-de-Bretagne ;
- canton de Louvigné-du-Désert ;
- canton de Retiers ;
- canton de Saint-Aubin-du-Cormier ;
- canton de Saint-Brice-en-Coglès ;
- canton de Vitré-Est ;
- canton de Vitré-Ouest.

### Composition depuis 2017
La composition de l'arrondissement est modifiée par l'arrêté du 23 décembre 2016 prenant effet au 1er janvier 2017.
Le 1er janvier 2024, les communes de La Chapelle-Janson et Fleurigné se regroupent pour former la commune nouvelle de La Chapelle-Fleurigné. Le nombre de communes passe de 106 à 105.
Au 1er janvier 2024, l'arrondissement groupe les 105 communes suivantes :
1. Amanlis
2. Arbrissel
3. Argentré-du-Plessis
4. Availles-sur-Seiche
5. Bais
6. Balazé
7. La Bazouge-du-Désert
8. Bazouges-la-Pérouse
9. Beaucé
10. Billé
11. Boistrudan
12. Bréal-sous-Vitré
13. Brie
14. Brielles
15. Champeaux
16. La Chapelle-Erbrée
17. La Chapelle-Fleurigné
18. La Chapelle-Saint-Aubert
19. Châteaubourg
20. Le Châtellier
21. Châtillon-en-Vendelais
22. Chauvigné
23. Chelun
24. Coësmes
25. Combourtillé
26. Cornillé
27. Domagné
28. Domalain
29. Drouges
30. Eancé
31. Erbrée
32. Essé
33. Étrelles
34. Le Ferré
35. Forges-la-Forêt
36. Fougères
37. Gennes-sur-Seiche
38. La Guerche-de-Bretagne
39. Janzé
40. Javené
41. Laignelet
42. Landavran
43. Landéan
44. Lécousse
45. Le Loroux
46. Louvigné-de-Bais
47. Louvigné-du-Désert
48. Luitré-Dompierre
49. Maen Roch
50. Marcillé-Raoul
51. Marcillé-Robert
52. Marpiré
53. Martigné-Ferchaud
54. Mecé
55. Mellé
56. Mondevert
57. Montautour
58. Monthault
59. Montreuil-des-Landes
60. Montreuil-sous-Pérouse
61. Moulins
62. Moussé
63. Moutiers
64. Noyal-sous-Bazouges
65. Parcé
66. Parigné
67. Le Pertre
68. Pocé-les-Bois
69. Poilley
70. Les Portes du Coglais
71. Princé
72. Rannée
73. Retiers
74. Rimou
75. Rives-du-Couesnon
76. Romagné
77. Romazy
78. Saint-Aubin-des-Landes
79. Saint-Christophe-des-Bois
80. Saint-Christophe-de-Valains
81. Sainte-Colombe
82. Saint-Didier
83. Saint-Georges-de-Reintembault
84. Saint-Germain-du-Pinel
85. Saint-Germain-en-Coglès
86. Saint-Hilaire-des-Landes
87. Saint-Jean-sur-Vilaine
88. Saint-Marc-le-Blanc
89. Saint-M'Hervé
90. Saint-Ouen-des-Alleux
91. Saint-Rémy-du-Plain
92. Saint-Sauveur-des-Landes
93. La Selle-en-Luitré
94. La Selle-Guerchaise
95. Taillis
96. Le Theil-de-Bretagne
97. Thourie
98. Le Tiercent
99. Torcé
100. Val-Couesnon
101. Val-d'Izé
102. Vergéal
103. Villamée
104. Visseiche
105. Vitré

## Démographie
En 2022, l'arrondissement comptait 188 154 habitants.
| 1968    | 1975    | 1982    | 1990    | 1999    | 2006   | 2011    | 2016    | 2021    |
| ------- | ------- | ------- | ------- | ------- | ------ | ------- | ------- | ------- |
| 141 471 | 141 854 | 145 484 | 147 724 | 152 761 | 80 049 | 174 529 | 184 039 | 187 711 |

| 2022    | - | - | - | - | - | - | - | - |
| ------- | - | - | - | - | - | - | - | - |
| 188 154 | - | - | - | - | - | - | - | - |

## Administration
| Période          | Période          | Identité               | Fonction précédente                    | Observation |
| ---------------- | ---------------- | ---------------------- | -------------------------------------- | ----------- |
| 2010             | 2012             | Guy Gauthier           | Sous-préfet de Fougères de 2006 à 2010 |             |
| 2012             | 2015             | Jean-Yves Fraquet      |                                        |             |
| 19 octobre 2015  | 29 décembre 2016 | Fabien Martorana       |                                        |             |
| 9 mars 2017      | 30 juillet 2019  | Richard-Daniel Boisson |                                        |             |
| 2 septembre 2019 | 31 mars 2023     | Didier Doré            |                                        |             |
| 24 avril 2023    | En cours         | Gilles Traimond        | Sous-préfet d'Avranches de 2018 à 2023 |             |

## Création de l'arrondissement Fougères-Vitré
À la suite des nombreuses fermetures d'administrations (banque de France, escadron de gendarmerie, direction d'EDF-GDF, direction de La Poste, conseil des prud'hommes, tribunal d'instance, etc.) et des menaces sur d'autres (hôpital, sous-préfecture, commissariat de police), le député de la sixième circonscription d'Ille-et-Vilaine (Fougères-Liffré), Thierry Benoit et le député-maire de Vitré, Pierre Méhaignerie, demandent l'extension de l'arrondissement de Fougères au ressort de l'ancien arrondissement de Vitré avec une mutualisation de leurs tribunaux d'instance au lieu de leur fermeture au profit de celui de Rennes.
L'arrêté préfectoral de création de l'arrondissement de Fougères-Vitré est signé le 28 décembre 2009. Il est entré en vigueur le 1er octobre 2010.
La population de l'arrondissement passe de 80 500 à 168 421 habitants pour un territoire passant de 999 km2 à 2 152 km2.